# سالیسیلالدوکسیم
سالیسیلالدوکسیم (به انگلیسی: Salicylaldoxime) یک ترکیب شیمیایی با شناسه پاب‌کم ۵۳۵۹۲۸۰ است. شکل ظاهری این ترکیب، بلورهای سفید است.